# مجرات حارة محجوبة بالغبار

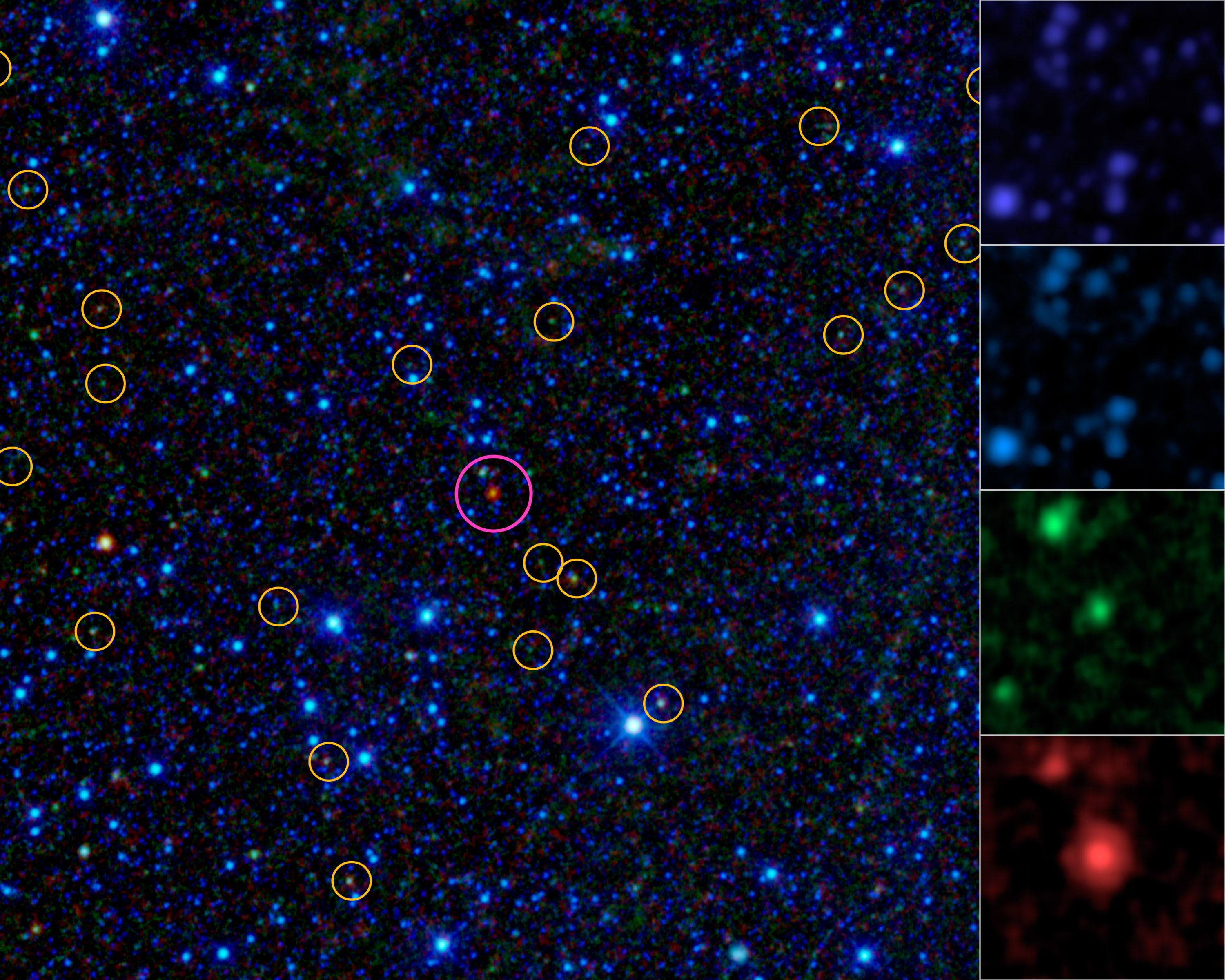
مجرة حارة محجوبة بالغبار صورة بواسطة مستكشف الأشعة تحت الحمراء عريض المجال

مجرات حارة محجوبة بالغبار (بالإنجليزية: Hot, dust-obscured galaxies)‏ وتسمى أيضا النقانق المقلية (بالإنجليزية: hot DOGs)‏ هي نوع من النجوم الزائفة. الثقب الأسود المركزي في هذه المجرات تنبعث منة كميات هائلة من الإشعاع التي تسخن الغبار والغاز الساقط، منتجا ضوء الأشعة تحت الحمراء بمعدل حوالي 1000 مرة مقارنة مع مجرة درب التبانة، مما يجعلها من المجرات الأكثر ضياء في الكون. ومع ذلك، فإن كثافة الغبار المحيطة من الضخامة بحيث أن معظم هذا الضوء يحجب. وتتراوح متوسط درجات الحرارة من 60 إلى 120 ك (−213 إلى −153 °م؛ −352 إلى −244 °ف), أعلى بكثير من درجة الحرارة المتوسط لمجرة عادية 30 إلى 40 ك (−243 إلى −233 °م؛ −406 إلى −388 °ف). وتظهر أيضا أن نسبة تركز كتلتها في الثقب الأسود المركزي أعلى بكثير مما لوحظ في المجرات العادية.
ويعتقد الباحثون ان المجرات الحارة المحجوبة بالغبار قد تمثل مرحلة من مراحل تطور المجرات حيث يقوم الثقب الأسود المركزي بالتقاط المواد بمعدل أسرع من النجوم الجديدة التشكل، إلا أن ضغط الإشعاع الناتج عن هذا الاستيعاب السريع يدفع بعيدا الكثير من تلك المواد المحيطة به والثقب الأسود في نهاية المطاف ينظف منطقة نفوذه من الغبار والغاز المفرط، مما يضفي على المجرة مظهر المجرة المرئية العادية.
تم الكشف عن هذه الأجرام الفلكية لأول مرة من قبل مستكشف الأشعة تحت الحمراء عريض المجال (وايز ) في 2010, وكان لتلسكوب وايز دورا مهما في اكتشاف هذه المجرات المغطاة بالغبار، الذي يحجب ضوئها عن التلسكوبات البصرية، حيث يعمل الغبار على تحويل الأشعة المرئية إلى الأشعة تحت الحمراء، التي يمكن لتلسكوب وايز رؤيتها وتحليلها. وتمكن تلسكوب وايز من العثور على مجرة واحدة من هذا النوع من كل 3000 مجرة .